# Konstantin Zubowicz
Konstantin Michajłowicz Zubowicz (ros. Константин Михайлович Зубович, biał. Канстанцін Міхайлавіч Зубовіч; ur. 1901 we wsi Popowce w rejonie wilejskim, zm. 28 grudnia 1944 k. miejscowości Ercsi w komitacie Fejér) – radziecki wojskowy, czerwonoarmista, Bohater Związku Radzieckiego (1945).

## Życiorys
Urodził się w białoruskiej rodzinie chłopskiej. Miał wykształcenie podstawowe, pracował w kołchozie, od lipca 1944 służył w Armii Czerwonej, od listopada 1944 walczył na froncie. Jako strzelec 1 pułku piechoty 99 Dywizji Piechoty 46 Armii 2 Frontu Ukraińskiego wyróżnił się podczas forsowania Dunaju 5 grudnia 1944, gdzie granatami zniszczył działon przeciwnika i osłaniał ogniem z karabinu maszynowego forsowanie rzeki przez batalion; brał udział w odparciu pięciu kontrataków wroga. Zginął w walce 28 grudnia 1944. Pośmiertnie, 24 marca 1945 otrzymał tytuł Bohatera Związku Radzieckiego i Order Lenina.